# Flyingshot Lake
Flyingshot Lake, o asentamiento de Flyingshot Lake, es una comunidad no incorporada en Alberta, Canadá, dentro del condado de Grande Prairie No. 1, reconocida como un lugar designado por Statistics Canada. Se encuentra aproximadamente a 2,4 kilómetros oeste de la autopista 40 y 3,2 kilómetros sur de la autopista 43. Rodea un lago del mismo nombre y se encuentra junto a la ciudad de Grande Prairie al noreste.

## Demografía
Como lugar designado en el Censo de Población de 2016 realizado por Statistics Canada, Flyingshot Lake registró una población de 269 habitantes viviendo en 96 de sus 96 viviendas privadas totales, un cambio de 2,3% con respecto a su población de 2011 de 263. Con una superficie de terreno de 7,68 km², tenía una densidad de población de 35,0/km en 2016.
Como lugar designado en el censo de 2011, Flyingshot Lake tenía una población de 263 habitantes que vivían en 93 de sus 93 viviendas totales, un cambio del 4% con respecto a su población de 2006 de 253. Con una superficie de terreno de 7.86 km², tenía una densidad de población de 33,33/km en 2011.</ref>